# Chemtool
Chemtool — вільне програмне забезпечення для зображення хімічних структурних формул, написане на мові програмування C, використовуючи GTK для Unix та Linux. Хімічні формули можуть бути збережені у різних форматах, зокрема у X bitmap, PostScript, SVG, PNG, тощо.